# Olipara meridiana
Olipara meridiana är en insektsart som först beskrevs av Van Stalle 1984.  Olipara meridiana ingår i släktet Olipara och familjen kilstritar. Inga underarter finns listade i Catalogue of Life.